# Zeche Egbert
Die Zeche Egbert war ein Steinkohlen-Bergwerk bei Herbede. Sie war die letzte Kleinzeche des Ruhrgebietes. 
Von 1962 bis 1976 wurde in 135 Metern Teufe Steinkohle von etwa sechs Bergmännern abgebaut. Pro Mann und Arbeitstag wurden bis zu zwei Tonnen Kohle zu Tage gefördert und abtransportiert. Dies ist pro Bergmann eine Menge, die auch in modernen Gruben nicht wesentlich überschritten wird. Das Grubenwasser floss durch einen Erbstollen in die nahegelegene Ruhr, daher konnte auf eine aufwendige Wasserhaltung im tonnlägigen Förderschacht verzichtet werden.
Als die Zeche am 22. Juni 1976 nach 14 Jahren Betriebszeit ihre Förderung einstellte, endete die Kohleförderung im Ennepe-Ruhr-Kreis.
Kleinzechen gab es im Raum Herbede bereits seit dem 18. Jahrhundert, sie hatten große wirtschaftliche Bedeutung für den nahen Umkreis. Die in den Tagesanlagen vollständig erhaltene Kleinzeche Egbert wurde als Beispiel für diese Tradition aufwendig restauriert und in den historischen Bergbauwanderweg Muttental eingebunden. Außerdem ist sie ein Teil der Route der Industriekultur.